# Ratchet and Clank: Quest for Booty
Ratchet and Clank: Quest for Booty est un jeu vidéo de plates-formes développé par le studio américain Insomniac Games et publié par Sony Computer Entertainment en 2008 sur la console PlayStation 3. C'est le huitième épisode de la saga Ratchet and Clank et la suite directe de Ratchet and Clank : Opération Destruction.

## Synopsis
Au début de l'aventure, Ratchet et Talwyn reçoivent un indice sur l'endroit où est retenu Clank, tandis que celui-ci était porté disparu, depuis son enlèvement par les Zonis. Or, le robot se trouve en plein territoire pirate. D'entrée, Ratchet et Talwyn pénètre à bord d'un bateau pirate mais ils se font remarquer, alors qu'ils recherchent un capitaine nommée Darkwater. Ils sont alors capturés par les pirates. Puis, après quelques minutes passés sur le bateau, Pete le Rouillé bannit Talwyn et Ratchet sur l'Île d'Oulefar, en les envoyant grâce à un canon. Arrivé sur l'Île, Ratchet, qui est évanoui, voit son compagnon qui lui demande si tout va bien. Puis, il disparait et Talwyn arrive. Ratchet se retrouve sans armes. Il doit regagner la partie habitée de l'île et aider ses habitants. Par la suite, Ratchet explorera cette île et ses alentours.

## Système de jeu
Ratchet and Clank: Quest for Booty est un jeu de plates-formes en 3D avec des mécaniques de tir à la troisième personne.

## Accueil
- Metacritic : 76 %[1]
- IGN : 7,4/10[2]
- Jeuxvideo.com : 16/20[3]
- Gamekult : 6/10[4]
- GameSpot : 7,5/10[5]